# Heikki Kirjavainen
Heikki Antero Kirjavainen, född 4 april 1945 i Helsingfors, död 11 januari 2000 i Gunnareds församling i Göteborg, var en sverigefinsk journalist och politiker.
Kirjavainen hade studerat statsvetenskap vid Helsingfors och Tammerfors universitet. År 1975 kom han till Sverige och blev först redaktionssekreterare på Finn Sanomat i Göteborg och därefter 1982 utlandskorrespondent för Nordisk Presstjänst. Han gjorde karriär inom journalistiken, men var även verksam inom föreningsväsendet. Åren 1987-1994 var han ordförande för Finngötar. Han var även redaktör för RSKL:s tidning för Göteborgs-Bohus-avdelningen, Bohusgöta. Inom RSKL innehade han centrala poster, och ingick i regeringens integrationsråd. Kirjavainen påverkade utformningen av RSKL:s sverigefinska minoritetspolitiska krav på ett avgörande sätt under 1980-90-talen.
Kirjavainen nedlade också arbete inom EBLUL och SWEBLUL.
Han är begravd på Fridhems kyrkogård.